# Camino Records
Camino Records is een Brits platenlabel. Het is opgezet door Steve Hackett en vrienden en een voortzetting van Start Records. De eerste nieuwe uitgave The Tokyo tapes had volgnummer CAMCD15 om ruimte te laten voor heruitgaven. Hackett liet ook andere artiesten gebruikmaken van zijn platenlabel. Na het echec van zijn echtscheiding met Kim Poor werd Camino Records opgedoekt. Het label bestond van 1998 tot en met 2011.